# 大阪火炎瓶大量発射事件
大阪火炎瓶大量発射事件（おおさかかえんびんたいりょうはっしゃじけん）とは、1984年（昭和59年）9月2日に大阪府大阪市東区（現中央区）で発生したテロ事件。日本の新左翼の中核派が起こした事件である。

## 事件の概要
1984年（昭和59年）9月2日、大阪第二法務合同庁舎の周辺に駐車していたトラックから火炎瓶24本が発射された。鉄パイプを改造したロケット砲式の装置から発射されたもので、標的となった大阪第二法務合同庁舎の他に近くの民家や施設にも何本か飛び込んだ。しかし、着火したのは僅か1本であり、人的被害はなかった。
事件後、中核派から各報道機関に犯行声明を出したことから、大阪府警察は中核派によるテロ事件と断定した。
当時、大韓民国の全斗煥大統領の訪日が予定されており、中核派は「南朝鮮の独裁者」の訪日に反対すべくテロを決行した。また、中核派は17日後に、自由民主党本部放火襲撃事件も起こし、自民党本部の一部を焼失させている。

## 事件が与えた影響
1970年代は東アジア反日武装戦線などの新左翼党派による爆弾テロが続発していた。中核派も爆弾闘争を行おうとしたが、1975年に横須賀緑荘誤爆事件を起こしてしまい、爆弾製造計画が頓挫していた。約9年ぶりの爆発物製造であり、この事件以降、中核派は急速に技術を向上させることになった。